# Municipio de Alta (Dakota del Norte)
El municipio de Alta (en inglés: Alta Township) es un municipio ubicado en el condado de Barnes en el estado estadounidense de Dakota del Norte. En el año 2010 tenía una población de 108 habitantes y una densidad poblacional de 1,15 personas por km².

## Geografía
El municipio de Alta se encuentra ubicado en las coordenadas 46°56′7″N 97°52′22″O / 46.93528, -97.87278. Según la Oficina del Censo de los Estados Unidos, el municipio tiene una superficie total de 93.75 km², de la cual 93,72 km² corresponden a tierra firme y (0,03 %) 0,03 km² es agua.

## Demografía
Según el censo de 2010, había 108 personas residiendo en el municipio de Alta. La densidad de población era de 1,15 hab./km². De los 108 habitantes, el municipio de Alta estaba compuesto por el 98,15 % blancos, el 1,85 % eran amerindios. Del total de la población el 0 % eran hispanos o latinos de cualquier raza.